# Клайв Оуен
Клайв Óвен (англ. Clive Owen; нар. 3 жовтня 1964, Ковентрі, Велика Британія) — британський кіно- і театральний актор, лауреат премії BAFTA і «Золотий глобус» (обидві — в 2005 році). Найвідоміші фільми з його участю — «Близькість» (2004), «Місто гріхів» (2005), «Останній нащадок Землі» (2006).

## Життєпис
Клайв Оуен народився 3 жовтня 1964 року в місті Ковентрі Велика Британія. 1967 року його батько, кантрі-співак, пішов з сім'ї. Клайва і його чотирьох братів виростили мати і вітчим (касир на місцевій залізничній станції). З 13 років Клайв грав в молодіжному театрі, а в 1984 році, проживши два роки після закінчення школи на допомогу з безробіття, вступив до Королівської академії драматичного мистецтва, де його однокурсниками були Ральф Файнс і Джейн Горрокс.
Навчання тривало три роки, і після випуску в 1987 році молодого актора прийняли в трупу лондонського театру «Young Vic». Там він з'явився в двох шекспірівськіх постановках, зігравши Клаудіо в «Мірі за міру» і Ромео в «Ромео і Джульєтті». У той же період між Оуеном і його партнеркою Сарою-Джейн Фентон, виконавицею ролі Джульєтти, почався роман. У березні 1995 року вони одружилися і залишаються разом досі. Пара ростить двох дочок — Ханну і Єву.

### Телебачення
У тому ж 1987 році Оуен дебютував на телебаченні, отримавши невелику роль в детективному серіалі «Малюки Рокліффа», а наступного року — в кіно. Його кінодебютом стала стрічка «Гуркіт мотора», історія про двох хлопців, що вирушили в компанії красуні-вдови в автомобільну подорож.
Впродовж декількох років актор багато і продуктивно працював на телебаченні, знімаючись у фільмах і серіалах. Перше відчутне визнання йому принесла телевізійна костюмна мелодрама 1990 року «Лорна Дун» (екранізація однойменного роману Річарда Блекмора), де Оуен виконав роль Джона Рідда, коханого Лорни. Серіал «Ченсер», в трьох епізодах якого актор з'явився в 1991 році, теж був добре прийнятий глядачами.
Далі в 1991 році Оуен знявся в драмі «Закрий мої очі». Центральним сюжетом цього фільму був кровозмісний зв'язок, в який вступили Річард (персонаж Оуена) і Наталі, — розлучені в дитинстві брат і сестра, що зустрілися знову після багато років. Відношення критиків до картини було неоднозначним. Попри низку кінонагород, які, втім, отримав лише Алан Рікман (по фільму — чоловік Наталі), фільм зібрав негативні відгуки в пресі. Оуен хворобливо сприйняв першу невдачу і на два роки пішов з кіно. У цей період він час від часу грав в театрі.
Повернувся до роботи в 1993 році, знявшись в двох телефільмах — американському «Клас 1961 року» і британському «Маг» про конфронтацію між Скотланд-ярдом і IRA — і в драмі «Вік», де виконав роль молодого лікаря-ідеаліста, що виявив, що його наставник в дослідницькому центрі є прихильником євгеніки і стерилізує бідняків і неповноцінних. 1994 рік виявився досить насиченим для актора. Він з'явився в чотирьох телефільмах — драмі «Нічиї діти», комедії «Вечір з Гері Лінкером», тріллері «Зброя судного дня» і драмі по роману Томаса Гарді «Повернення до витоків», де в парі з ним грала Кетрін Зета-Джонс. Також цього року він знявся в ролі приватного детектива Ніка Шармана в драмі «Розворот», пілотному епізоді серіалу «Шарман», що вийшов на телеекрани в 1996 році.
У 1995 році зіграв головну роль в телефільмі «Блюз поганого хлопця», потім в 1996 році став прототипом для розробки зовнішності головного героя відеогри Privateer 2, а також в парі з Геллі Беррі знявся в посередньому трилері «Дружина багатія».

### Перші успішні роботи в кіно
У 1997 році актор був зайнятий в достатньо провокаційному проєкті — драмі «Ваблення», яка була удостоєна нагороди кінофестивалю Канни. У цій екранізації спектаклю, що наробив галасу, Оуен виконав головну роль Макса, в'язня концтабору Дахау, який спочатку відмовляється визнати свою гомосексуальність і замість рожевого трикутника, яким позначали гомосексуалів, надягає жовту зірку — знак євреїв, а потім закохується в Горста, іншого ув'язненого. У театрі роль Макса виконували Річард Гір (у Америці на Бродвеї) і Іен Маккеллен (у Великій Британії). Гру Оуена високо оцінили критики, які визнали, що він блискуче впорався з роллю. У тому ж році він повернувся в театр і взяв участь в драмі про любов і зраду під назвою «Близькість», яка через сім років була екранізована.
Наступна картина актора, кримінальна драма 1998 року «Круп'є», попри невеликі збори отримала достатньо позитивну пресу — критики писали, що фільм тримається переважно на грі Оуена. Крім того цього року він з'явився в телефільмі «Луна», зігравши репортера, що розслідує таємниче вбивство. У 1999 — 2000 роках Оуен був зайнятий переважно на телебаченні, успішно зігравши головну роль осліплого детектива Росса Таннера в чотирьох серіях телефільму «Ясновидіння».
Далі знімався у серії короткометражних фільмів під загальною назвою «Прокат», замовлена BMW в рекламних цілях у декількох іменитих кінорежисерів — Енга Лі, Тоні Скота, Гая Річі, Вонга Карвая та ін. У всіх восьми серіях, п'ять з яких вийшло в 2001 році, а три — в наступному, Оуен виконав роль таємничого водія. У той же період актор з'явився в двох гучних картинах — соціальній драмі Роберта Олтмана «Госфорд-парк» і триллері «Ідентифікація Борна», де зіграв негативного персонажа на прізвисько Професор.

### Визнання

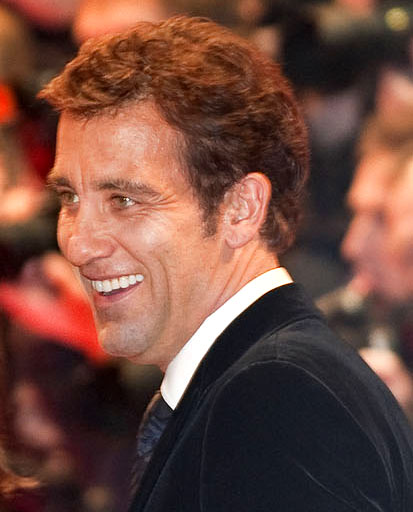
Клайв Оуен на Берлінському кінофестивалі. 2009 р.

У 2003 році популярність Оуена почала зростати, так само як і масштаб його фільмів. Спочатку він знявся в кримінальному триллері «Засну, коли помру» (ця стрічка увійшла до конкурсної програми ММКФ, а партнерами актора виступили Шарлотта Ремплінг, Малкольм Макдауелл і Джонатан Ріс-Майерс). У цьому фільмі Оуен виконав роль колишнього гангстера Вілла Грегема, вимушеного узятися за розслідування обставин загибелі його молодшого брата. Наступною була мелодрама «За межею». Ця картина не здобула резонансу у публіки і критиків — партнерка актора Анджеліна Джолі навіть отримала номінацію на антипремію «Золота малина» як гірша акторка — проте проєкти наступного року перетворили Оуена на зірку, винагородивши за довгу дорогу до успіху.
Першим фільмом 2004 року для актора стала монументальна історична драма «Король Артур» з бюджетом в 90 мільйонів доларів, в якому Оуену була відведена головна роль героя лицарських романів — легендарного короля Артура. Попри насмішки критиків, які знайшли в картині безліч недоліків, фільму супроводив успіх у публіки, а збори в світовому прокаті перевищили 200 мільйонів доларів.

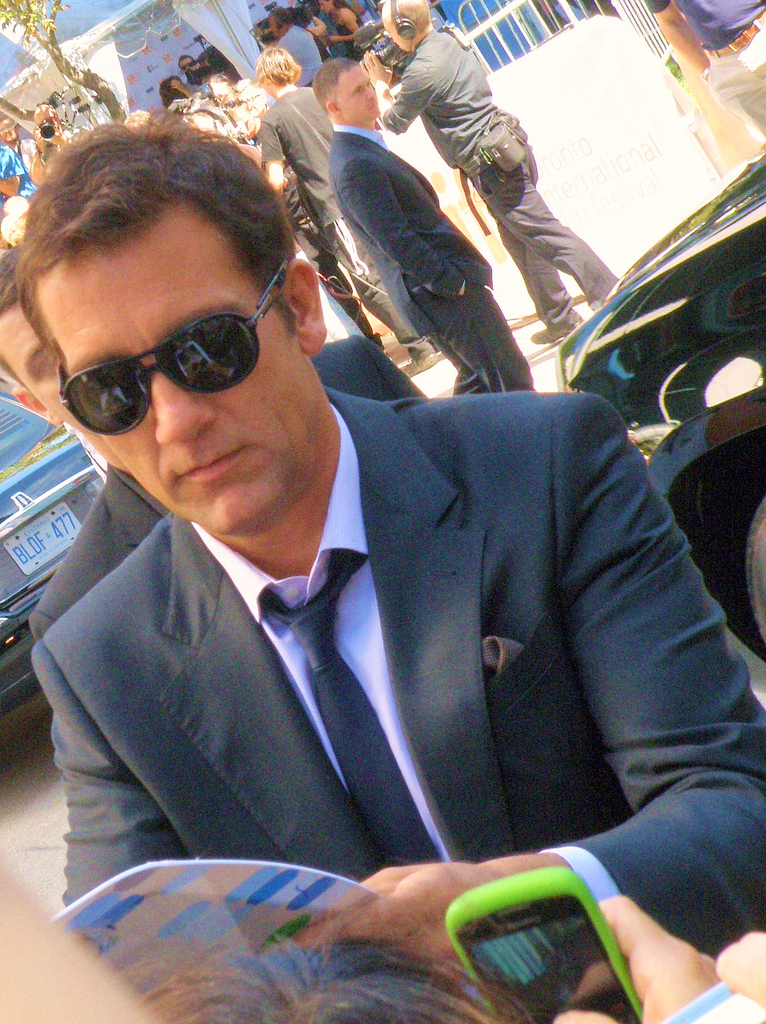
Клайв Оуен на Торонтському кінофестивалі. 2011 р.

Проте наступна стрічка за участю Оуена була сприйнята критиками більш ніж прихильно. Це була драма «Близькість», екранізація п'єси, в якій актор грав в 1997 році, із справді зоряним складом — крім Оуена у фільмі знялися Джулія Робертс, Наталі Портман і Джуд Лоу. Роль дерматолога Ларрі, якого кидає його супутниця Ганна ради письменника-невдахи Дена (саме його Оуен грав в театрі), принесла акторові номінацію на «Оскар» і такі престижні кінопремії як BAFTA і «Золотий глобус». Критики ж визнали, що роль Ларрі — найкраща зі всіх робіт Оуена.
Не менш ефектною була поява Оуена в блискуче стилізованому під комікс фільмі Роберта Родрігеса «Місто гріхів», де крім нього зіграв Брюс Вілліс, Міккі Рурк, Бенісіо дель Торо, Джессіка Альба та інші відомі актори. Далі в 2005 році Оуен знявся в парі з Дженніфер Еністон в трилері «Ціна зради» — на думку критиків, ця картина, попри хорошу гру акторів, грішила невиразною режисурою і провалами в сценарії.
У 2006 році Оуен знявся в трьох стрічках — в другорядній ролі агента 006 у фільмі «Рожева пантера», спільно з Дензелом Вашингтоном і Джоді Фостер в кримінальному трилері Спайка Лі «Не спійманий — не злодій» і у філософсько-фантастичному фільмі Альфонсо Куарона «Останній нащадок Землі». Події цього фільму, що увійшов до конкурсної програми Венеційського кінофестивалю, були перенесені в не таке віддалене майбутнє, коли масове безпліддя уразило людство. Оуен зіграв головну роль Теодора Фарона, колишнього активіста руху за відродження, волею випадку вимушеного супроводжувати єдину на планеті вагітну жінку в безпечне місце. Виконавська майстерність Оуена отримала високу оцінку критиків, які знов назвали роль Фарона його найкращим втіленням на екрані.
В 2009 у прокат вийшли дві стрічки за участю Оуена — трилер «Інтернаціональ» та пригодницький фільм «Подвійна гра», партнерками актора в яких на знімальному майданчику стали відповідно Наомі Вотс та Джулія Робертс.

## Фільмографія
| Рік       |     | Українська назва               | Оригінальна назва                           | Роль                                             |
| --------- | --- | ------------------------------ | ------------------------------------------- | ------------------------------------------------ |
| 1988      | ф   | Гуркіт мотора                  | Vroom                                       | Джейк                                            |
| 1989      | тф  | Дорогоцінна отрута             | Precious Bane                               | Гідеон Серн                                      |
| 1990      | тф  | Лорна Дун                      | Lorna Doone                                 | Джон Рідд                                        |
| 1990—1991 | с   | Ченсер                         | Chancer                                     | Дерек Лав/Стівен Крейн (20 епізодів)             |
| 1991      | ф   | Закрий мені очі                | Close My Eyes                               | Річард                                           |
| 1993      | ф   | Століття                       | Century                                     | Пол Рейснер                                      |
| 1993      | тф  | Випуск 61-го                   | Class of '61                                | Девін О'Ніл                                      |
| 1994      | ф   | Розворот                       | The Turnaround                              | Нік Шерман                                       |
| 1996      | ф   | Дружина багатія                | The Rich Man's Wife                         | Джейк Голден                                     |
| 1997      | ф   | Схильність                     | Bent                                        | Макс                                             |
| 1998      | ф   | Круп'є                         | Croupier                                    | Джек Манфред                                     |
| 2000      | ф   | Садівник                       | Greenfingers                                | Колін Бріггс                                     |
| 2001      | кф  | Прокат                         | The Hire                                    | Водій                                            |
| 2001      | ф   | Госфорд-парк                   | Gosford Park                                | Роберт Паркс                                     |
| 2002      | ф   | Ідентифікація Борна            | The Bourne Identity                         | Професор                                         |
| 2003      | ф   | Засну, коли помру              | I'll Sleep When I'm Dead                    | Вілл                                             |
| 2003      | ф   | За межею                       | Beyond Borders                              | Нік Келаген                                      |
| 2004      | ф   | Король Артур                   | King Arthur                                 | Артур                                            |
| 2004      | ф   | Близькість                     | Closer                                      | Ларрі                                            |
| 2005      | ф   | Місто гріхів                   | Sin City                                    | Двайт Маккарті                                   |
| 2005      | ф   | Ціна зради                     | Derailed                                    | Чарльз Шайн                                      |
| 2006      | ф   | Рожева пантера                 | The Pink Panther                            | Агент 006                                        |
| 2006      | ф   | Не впіймали — не злодій        | Inside Man                                  | Делтон Рассел                                    |
| 2006      | ф   | Останній нащадок Землі         | Children of Men                             | Теодор Ферон                                     |
| 2007      | ф   | Пристрель їх                   | Shoot 'Em Up                                | Містер Сміт                                      |
| 2007      | ф   | Елізабет: Золота доба          | Elizabeth: The Golden Age                   | Сер Волтер Релі                                  |
| 2007      | с   | Масовка                        | Extras                                      | камео (Епізод «The Extra Special Series Finale») |
| 2009      | ф   | Інтернаціональ                 | The International                           | Луї Селінжер                                     |
| 2009      | ф   | Подвійна гра                   | Duplicity                                   | Рей Коувел                                       |
| 2009      | ф   | Хлопчики повертаються          | The Boys Are Back                           | Джо Варр                                         |
| 2010      | ф   | Довіра                         | Trust                                       | Вілл Кемерон                                     |
| 2011      | ф   | Профессіонал                   | Killer Elite                                | Спайк                                            |
| 2011      | ф   | Непрохані гості                | Intruders                                   | Джон Ферроу                                      |
| 2012      | ф   | Таємний гравець                | Shadow Dancer                               | Мак                                              |
| 2012      | тф  | Гемінґвей та Ґеллгорн          | Hemingway & Gellhor                         | Ернест Гемінґвей                                 |
| 2012      | док | Бути ліверпульцем              | Being: Liverpool                            | оповідач                                         |
| 2013      | ф   | Кровні зв'язки                 | Blood Ties                                  | Кріс                                             |
| 2013      | ф   | Слова і картини                | Words and Pictures                          | Джек Маркус                                      |
| 2014—2015 | с   | Лікарня Нікербокер             | The Knick                                   | Джон Текері (20 епізодів)                        |
| 2015      | ф   | Останні лицарі                 | The Last Knights                            | Рейден                                           |
| 2016      | ф   | Підтвердження                  | The Confirmation                            | Волт                                             |
| 2017      | ф   | Валеріан і місто тисячі планет | Valerian and the City of a Thousand Planets | командор Арун Філітт                             |
| 2018      | ф   | Офелія                         | Ophelia                                     | Клавдій                                          |
| 2018      | ф   | Анон                           | Anon                                        | Сол Фріленд                                      |
| 2019      | ф   | Двійник                        | Gemini Man                                  | Клейтон «Клей» Варріс                            |
| 2019      | ф   | Пісня імен                     | The Song of Names                           | Довідл                                           |
| 2019      | ф   | 3 секунди                      | The Informer                                | Кіт Монтгомері                                   |
| 2020      | с   | Угамуй свій запал              | Curb Your Enthusiasm                        | камео (Епізод «Insufficient Praise»)             |
| 2020      | ф   |                                | Guida romantica a posti perduti             | Бенно                                            |
| 2021      | с   | Історія Лізі                   | Lisey's Story                               | Скотт Лендон (8 епізодів)                        |
| 2021      | с   | Імпічмент                      | Impeachment: American Crime Story           | Білл Клінтон (10 епізодів)                       |
| 2023      | с   | Вбивство на краю світу         | A Murder at the End of the World            | Енді Ронсон (7 епізодів)                         |
| 2024      | с   | Месьє Спейд                    | Monsieur Spade                              | Сем Спейд (6 епізодів)                           |
| 2025      | ф   | Клінер                         | Cleaner                                     | Маркус                                           |

## Нагороди та номінації
Перераховані основні нагороди і номінації. Повний перелік див. на IMDb.com [Архівовано 16 Листопада 2006 у Wayback Machine.]

### Нагороди
- 2005 Премія BAFTA — найкраща чоловіча роль другого плану, за фільм «Близькість»
- 2005 Премія «Золотий глобус» — найкраща чоловіча роль другого плану, за фільм «Близькість»

### Номінації
- 2006 Кінопремія MTV — найкращий поцілунок (разом з Розаріо Доусон), за фільм «Місто гріхів»
- 2005 Премія «Оскар» — найкраща чоловіча роль другого плану, за фільм «Близькість»
- 2005 Премія «Золотий супутник» — найкраща чоловіча роль другого плану, за фільм «Близькість»